# Anatolij Jabłokow
Anatolij Jurjewicz Jabłokow (ros. Анатолий Юрьевич Яблоков) – rosyjski prawnik, w latach 1990–1994 prokurator rosyjskiej Głównej Prokuratury Wojskowej, początkowo zastępca przewodniczącego, a od 1992 roku przewodniczący grupy śledczej prowadzącej śledztwo sprawie zbrodni katyńskiej, podpułkownik Sił Zbrojnych Federacji Rosyjskiej, obecnie adwokat w Moskwie.
Latem 1994 roku zamknął rosyjskie śledztwo w sprawie zbrodni katyńskiej, umarzając sprawę z powodu śmierci winnych. W decyzji o umorzeniu stwierdził, że Józef Stalin i jego bliscy współpracownicy, członkowie Biura Politycznego WKP(b) – Mołotow, Woroszyłow, Kalinin, Kaganowicz, Mikojan i Beria – także szefowie NKWD – Ludowego Komisariatu Bezpieczeństwa Państwowego i MGB ZSRR oraz wykonawcy egzekucji są winni zbrodni przeciwko pokojowi, zbrodni wojennej i zbrodni przeciwko ludzkości, czyli zbrodni z artykułu 6 § a,b określonych w Statucie Międzynarodowego Trybunału Wojskowego w Norymberdze, oraz winni ludobójstwa obywateli polskich. Za winnych uznał także dopuszczających się fałszerstw członków radzieckiej Komisji Burdenki, twórców fałszywego aktu oskarżenia w sprawie katyńskiej przed Międzynarodowym Trybunałem Wojskowym w Norymberdze oraz wszystkich ukrywających zbrodnię katyńską do upadku ZSRR. Decyzja Anatolija Jabłokowa została zakwestionowana przez kierownictwo rosyjskiej Głównej Prokuratury Wojskowej i Prokuratury Generalnej Federacji Rosyjskiej; śledztwo powierzono innemu prokuratorowi, któremu zlecono zmianę kwalifikacji prawnej czynu na „nadużycie władzy”. W 1994 roku Anatolij Jabłokow musiał odejść z prokuratury wojskowej i armii, po czym zaczął pracować jako adwokat.
Anatolij Jabłokow jest współautorem książki „Katyń: zbrodnia chroniona tajemnicą państwową”, wydanej w 1998 roku w Polsce (ISBN 83-05-13034-7) (pozostali autorzy tej książki to Inessa Jażborowska i Jurij Zoria), a także współautorem książki Syndrom katyński w stosunkach polsko-radzieckich i polsko-rosyjskich (ros. Катынский синдром в советско-польских и российско-польских отношениях, wyd. 1 Moskwa 2001, ISBN 5-8243-0197-2; wyd. 2 Moskwa 2009, ISBN 978-5-8243-1087-0) (pozostali autorzy tej książki to Inessa Jażborowska i Walentina Parsadanowa).
W kwietniu 2009 roku opublikował na łamach rosyjskiego dziennika „Nowaja Gazieta” artykuł pt. Beria wyznaczony na winnego, dotyczący mordu NKWD na polskich oficerach w 1940 roku, w którym stwierdził m.in., że „Stalin i członkowie Politbiura WKP(b), którzy podjęli obowiązkową do wykonania decyzję o rozstrzelaniu Polaków, uniknęli moralnej odpowiedzialności za tę ciężką zbrodnię”. Artykułem tym poczuł się urażony wnuk Józefa Stalina, Jewgienij Dżugaszwili, mieszkający w Tbilisi, który skierował powództwo przeciwko Anatolijowi Jabłokowowi, „Nowej Gazietie” i rosyjskiemu Stowarzyszeniu „Memoriał” (artykuł ukazał się w dodatku historycznym redagowanym we współpracy z „Memoriałem”), domagając się przeprosin i odwołania ocen, które w jego opinii „krzywdziły Stalina”, lecz jego powództwo zostało odrzucone przez Sąd Rejonowy w Moskwie, po czym orzeczenie to zostało utrzymane w mocy przez Moskiewski Sąd Miejski.

## Odznaczenia i wyróżnienia
3 kwietnia 2003 roku Prezydent RP Aleksander Kwaśniewski odznaczył Anatolija Jabłokowa Krzyżem Oficerskim Orderu Zasługi Rzeczypospolitej Polskiej za wybitne zasługi w ujawnieniu i udokumentowaniu prawdy o zbrodni katyńskiej, a 23 maja 2009 roku Polska Fundacja Katyńska nadała mu Medal Dnia Pamięci Ofiar Zbrodni Katyńskiej.